# Kaiser-Joseph-Straße (Fribourg-en-Brisgau)
La Kaiser-Joseph-Straße à Fribourg-en-Brisgau est une rue commerçante longue de 900 m du nord au sud au milieu de la vieille ville. La Kaiser-Joseph-Straße est l'un des endroits les plus chers d'Allemagne. En 2017, elle était la neuvième rue commerçante la plus visitée d'Allemagne.

## Géographie
La rue commence au nord à l'Europaplatz, où le monument à la Victoire se trouve à la lisière de la vieille ville. À l'intersection centrale, à la Bertoldsbrunnen, la Bertoldstraße va à l'ouest et la Salzstraße va à l'est. Ensuite, la Kaiser-Joseph-Straße traverse la Martinstor à l'extrémité sud du centre-ville jusqu'au Kaiserbrücke sur la Dreisam. Les bächle vont jusqu'à la Martinstor. La plupart des bâtiments entre le monument à la Victoire et la Martinstor furent complètement détruits par les bombardements pendant la Seconde Guerre mondiale. Lors de la reconstruction, des arcades sont construites afin de gagner plus de surface de circulation, car le tramway, présent depuis 1901, doit partager la route avec les lignes de bus et l'augmentation du trafic automobile. La circulation routière est réglementée par un ensemble de feux de signalisation à la Bertoldsbrunnen. Le 22 novembre 1973, cette rue et les rues adjacentes sont fermées à la circulation motorisée et deviennent une zone piétonne.

## Histoire
La Kaiser-Joseph-Straße s'appelle à l'origine Große Gass, le marché s'y tient au Moyen Âge, d'où sa grande largeur par rapport aux autres rues de la vieille ville. Au XVe siècle, le marché est déplacé sur la place devant la cathédrale de Fribourg.
La liaison entre la Große Gass et les environs de la Martinstor est interrompue au  XVIIe siècle lors de la construction de la forteresse et le nivellement par Sébastien Le Prestre de Vauban. La Salzstraße sert d'entrée à l'arrivée de la Höllental. Cependant, elle n'est pas assez large pour le cortège nuptial de la future reine française Marie-Antoinette d'Autriche, qui se compose de 235 personnes, 57 voitures et 250 chevaux. Afin de pouvoir lui donner une réception convenable à son arrivée le 4 mai 1770, elle doit entrer dans la ville par la Breisacher Tor et la Gartenstraße. Les Dreisamstraße et Schreiberstraße sont construites à cette occasion sur la rive nord de la Dreisam. En outre, trois organisations à Fribourg érigent chacune un arc de triomphe : la ville à la Karlskaserne, l'université au Kollegienhaus, le Landstände à la Große Gass. Ce dernier est le plus grand des trois arcs avec 24 m de haut et 18 m de large, construit en bois et en stuc par Johann Christian Wentzinger. Marie-Antoinette passe deux nuits dans la Kageneck'sches Haus dans la Salzstrasse, avant de se rendre à l'abbaye de Schuttern le matin du 6 mai.
Après une visite de l'empereur Joseph II en 1777, la rue est rebaptisée Kaiserstraße en l'honneur du souverain. Vers 1840, la rue est prolongée au sud de la Martinstor jusqu'à la Dreisam. Cette section est d'abord nommée Stephanienstraße en l'honneur de la grande-duchesse de Bade Stéphanie de Beauharnais. En conséquence, le nouveau quartier créé dans ce contexte s'appelle Stephanien-Vorstadt. Au tournant du siècle, il y a trois fontaines dans la rue : la Fischbrunnen du XVIe siècle, la Bertoldsbrunnen installée en 1806 et l'Albert-Ludwig-Brunnen bâtie par Josef Alois Knittel en 1868 près du monument à la Victoire sur ce qui est alors Kaiser-Wilhelm-Platz.
Pendant le Troisième Reich, la Kaiserstraße avec ses extensions au nord (Zähringerstraße) et au sud (Günterstalstraße) sont renommées Adolf-Hitler-Straße. Après la Seconde Guerre mondiale, la partie nord est rebaptisée Habsburgerstrasse, la section du centre-ville jusqu'à la Dreisam devient la Kaiser-Joseph-Strasse.
De nombreuses succursales de grandes sociétés commerciales installent leurs locaux commerciaux dans la rue. Dans les années 1970, il y a cinq grands magasins dans la rue ; au début du XXIe siècle, il y en a encore deux. Le seul bâtiment sans aucune utilisation commerciale est le Basler Hof, construit par Konrad Stürtzel au XVe siècle comme bâtiment résidentiel. Il est le siège du district de Fribourg-en-Brisgau.
Au début du XXe siècle, le Kaiserbrücke est orné de statues en bronze de Julius Seitz représentant les empereurs Henri V et Frédéric Barberousse et de Fridolin Dietsche représentant les Habsbourg Rodolphe Ier et Maximilien Ier. En 1942, elles sont enlevées et amenées à Hambourg pour être fondues. Bien qu'elles ne le furent pas, le conseil municipal en 1950 s'abstient de récupérer les statues en raison des coûts de transport élevés. Les renflements des statues sont encore visibles aujourd'hui.

## Source de la traduction
- (de) Cet article est partiellement ou en totalité issu de l’article de Wikipédia en allemand intitulé « Kloster Seligenstadt » (voir la liste des auteurs).